# AKB映像中心
《AKB映像中心》（日語：AKB映像センター）是一個由日本富士電視台製作播放的夜間綜藝節目，於2013年4月22日至9月29日間播放，是富士電視台的深夜節目系列「SU夜」的一部份。《AKB映像中心》是富士電視台自《AKB自動車部》播畢之後首次播放的AKB48冠名節目，由隸屬於HKT48的指原莉乃擔任主持人，並由知名插畫作家、本名中川雅也的Lily Franky（リリー・フランキー）擔任講評來賓，於每週日深夜12時55分（相當於週一凌晨0時55分）在以關東地區為主的日本全國富士聯播網播放。節目共有24集，除最後一集是加長播出的半小時特集外，其餘各集片長皆為15分鐘。

## 簡介
《AKB映像中心》是一個與影片分享網站YouTube跨業合作、具有網路互動概念的電視節目，採現場直播的方式進行（偶爾有必要時也會改為預錄方式拍攝，在採預錄攝影時指原與Lily Franky通常會特別在對話中提及）。在每週的節目中主持人指原會介紹三至四個由AKB48集團的成員所自行創作、主演與投稿、約一分鐘長的短片，在介紹結束之後立刻同步上傳至AKB48在YouTube上開設的官方頻道專區中，吸引節目觀眾與歌迷前往瀏覽，並且透過點擊瀏覽次數的競爭選出哪位成員才是團體中的「映像中央成員」（video center）。
短片的內容五花八門，除了常見的AKB48活動花絮之外，也有像是成員的居家生活披露、才藝表演、特別製作的搞笑短片或是歌唱與舞蹈等內容企畫。其中，有為數不少的影片是由成員們與YouTube上具有高知名度的創作頻道，或影片創作家所跨界合作。
雖然是採現場直播方式進行的靜態節目，但是《AKB映像中心》並不是一般攝影棚內拍攝的作品，而是將節目的佈景做成簡單的可拆卸移動式設計，每週在富士電視台總部內的不同位置移動。例如首週的節目中，是將佈景設置在電視台18樓的走廊處。2013年7月，富士電視台在台場地區主辦了大型園遊會風格的活動御台場合眾國，AKB48被選為該活動的形象代言人，並以《AKB映像中心》為主要的合作節目，配合這點在7月至9月初這段期間節目佈景也被移轉至位在御台場合眾國會場內的「AKB48御台場臨海學校」（AKB48お台場りんかい学校），以露天方式拍攝。
除了節目中介紹的參賽影片主體外，在AKB48的YouTube官方頻道中也收錄了這些影片的製作幕後或預告等相關影片。在節目第一週所介紹的影片中，由梅田彩佳所企畫演出的「一個人Perfume」（ひとりパフューム）在上傳後三日內迅速獲得超過百萬次的瀏覽點擊次數，成為同系列的企畫中最受歡迎的作品之一，並在最後一集揭曉的總點擊次數排行中，以1,557,546次的點擊播放次數順利得到第一名。
《AKB映像中心》的節目贊助，是由YouTube的母集團Google獨立承攬。

## 演出與工作人員
演出人員
- 指原莉乃：主持人
- Lily Franky：講評人
- AKB48集團成員：影片內容演出

工作人員
- 企畫：秋元康
- 製作人：黑木彰一
- 導演：澤田親宏
- 製作單位：富士電視台綜藝製作中心（フジテレビバラエティー制作センター）

## 各集介紹影片內容
| 影片內容 | 影片內容       | 影片內容                  | 影片內容                                                           |
| 集       | 播放日期       | 投稿成員                  | 作品名稱                                                           |
| -------- | -------------- | ------------------------- | ------------------------------------------------------------------ |
| 1        | 2013年 4月21日 | 柏木由紀                  | 柏木納豆（页面存档备份，存于）                                     |
| 1        | 2013年 4月21日 | 大家志津香                | HIKAKIN與志津香的B-Box合作 （HIKAKIN×しいちゃん ボイパコラボ）（页面存档备份，存于）              |
| 1        | 2013年 4月21日 | 川榮李奈                  | AKB笨蛋中心 （AKBバカセンター）（页面存档备份，存于）                             |
| 1        | 2013年 4月21日 | 梅田彩佳                  | 一個人Perfume （ひとりパフューム）（页面存档备份，存于）                           |
| 2        | 4月28日        | 大島優子                  | 大島派 （大島パイ）（页面存档备份，存于）                                  |
| 2        | 4月28日        | 小嶋陽菜                  | 小嶋與小貓圓圓 （こじはると猫のまる）（页面存档备份，存于）                          |
| 2        | 4月28日        | 河西智美                  | 畢業 （卒業）（页面存档备份，存于）                                    |
| 2        | 4月28日        | 指原莉乃 （HKT48）        | 潛入！小嶋收工擊掌 （）（页面存档备份，存于）                      |
| 3        | 5月5日         | 渡邊麻友                  | 麻友抽桌巾 （まゆゆのテーブルクロス引き）（页面存档备份，存于）                              |
| 3        | 5月5日         | 川榮李奈                  | 世界美食報導 （）（页面存档备份，存于）                            |
| 3        | 5月5日         | 柏木由紀                  | 柏木山藥 （柏木とろろ）（页面存档备份，存于）                                |
| 3        | 5月5日         | 田野優花                  | 愛川梢與田野優花的舞蹈合作 （愛川こずえ✕田野優花 ダンスコラボ）（页面存档备份，存于）              |
| 4        | 5月12日        | 大島優子                  | 大島優子進入攝影棚 （大島優子スタジオ入り）（页面存档备份，存于）                      |
| 4        | 5月12日        | 田野優花                  | 愛川梢與田野優花「千本櫻」 （愛川こずえ✕田野優花「千本桜」）（页面存档备份，存于）              |
| 4        | 5月12日        | 佐藤堇 （佐藤すみれ）               | 性感肚皮舞 （ベリーセクシーダンス）（页面存档备份，存于）                              |
| 4        | 5月12日        | 指原莉乃 （HKT48）        | 潛入！HKT48休息室 （）（页面存档备份，存于）                       |
| 5        | 5月19日        | 柏木由紀                  | 柏木秋葵 （）（页面存档备份，存于）                                |
| 5        | 5月19日        | 川榮李奈                  | 《Haste和Waste》PV拍攝的幕後花絮 （）（页面存档备份，存于）        |
| 5        | 5月19日        | 大家志津香                | HIKAKIN與志津香的B-Box合作② （）（页面存档备份，存于）             |
| 5        | 5月19日        | 峯岸南 （）               | 峯岸十場對決！壯烈 （）（页面存档备份，存于）                      |
| 6        | 5月26日        | 島崎遙香                  | 動畫化妝 （）（页面存档备份，存于）                                |
| 6        | 5月26日        | 松井咲子                  | 從背後彈奏《緊握手，放開手》 （）（页面存档备份，存于）            |
| 6        | 5月26日        | 小嶋陽菜                  | 我的寵物 （）（页面存档备份，存于）                                |
| 6        | 5月26日        | 高橋南 （）               | 水墨畫藝術 （）（页面存档备份，存于）                              |
| 7        | 6月2日         | 片山陽加                  | 封面便當 （）（页面存档备份，存于）                                |
| 7        | 6月2日         | 秋元才加                  | 秋元亭1分落語 （）（页面存档备份，存于）                           |
| 7        | 6月2日         | 入山杏奈                  | 那麼辣的…… （）（页面存档备份，存于）                              |
| 7        | 6月2日         | 柏木由紀                  | 柏木秋波 （）（页面存档备份，存于）                                |
| 8        | 6月9日         | 宮澤佐江 （SNH48）        | 馬尾與噴嚏 （）（页面存档备份，存于）                              |
| 8        | 6月9日         | 川榮李奈                  | 笨蛋center川榮的美食報導 （）（页面存档备份，存于）                |
| 8        | 6月9日         | 永尾瑪利亞 （）           | 凌波舞對決 （）（页面存档备份，存于）                              |
| 9        | 6月16日        | 入山杏奈                  | 長笛三重奏 （）（页面存档备份，存于）                              |
| 9        | 6月16日        | 小森美果                  | 小森美果vs田上明 畢業紀念對戰 （）（页面存档备份，存于）           |
| 9        | 6月16日        | 小嶋陽菜                  | 小嶋與杯子兔 （）（页面存档备份，存于）                            |
| 9        | 6月16日        | 北原里英                  | 北原吟詩 （）（页面存档备份，存于）                                |
| 10       | 6月23日        | 指原莉乃 （HKT48）        | 地方組Rap （）（页面存档备份，存于）                               |
| 10       | 6月23日        | 指原莉乃 （HKT48）        | 指原初center曲in福岡 （）（页面存档备份，存于）                    |
| 10       | 6月23日        | 高城亞樹 （JKT48）        | Cooking with DOG雅加達版 （）（页面存档备份，存于）                |
| 10       | 6月23日        | 大場美奈                  | 後空翻 （）（页面存档备份，存于）                                  |
| 11       | 6月30日        | 指原莉乃 （HKT48）        | 地方組 小森美果的畢業典禮 （）（页面存档备份，存于）               |
| 11       | 6月30日        | 宮脇咲良 （HKT48）        | 現在開始哭 （）（页面存档备份，存于）                              |
| 11       | 6月30日        | 兒玉遙 （HKT48）          | 兒玉魔術 （）（页面存档备份，存于）                                |
| 11       | 6月30日        | 阿部瑪利亞 （）           | 決意（页面存档备份，存于）                                         |
| 12       | 7月7日         | 島崎遙香                  | 動畫化妝 其之二 （）（页面存档备份，存于）                         |
| 12       | 7月7日         | 內田真由美                | PDS公司 入社體驗 （）（页面存档备份，存于）                        |
| 12       | 7月7日         | 山內鈴蘭                  | 鈴蘭的打工初體驗 （）（页面存档备份，存于）                        |
| 12       | 7月7日         | 小森美果                  | 小森美果 畢業倒數讀秒 （）（页面存档备份，存于）                   |
| 13       | 7月14日        | 指原莉乃 （HKT48）        | 潛入！AKB48台場臨海學校 開校 （）（页面存档备份，存于）            |
| 13       | 7月14日        | 入山杏奈                  | 那麼辣的……其之二 （）（页面存档备份，存于）                        |
| 13       | 7月14日        | 北原里英                  | 全力青蔥 （）（页面存档备份，存于）                                |
| 13       | 7月14日        | 宮脇咲良 （HKT48）        | 現在開始弄濕 （）（页面存档备份，存于）                            |
| 14       | 7月21日        | 村重杏奈 （HKT48）        | 俄文搞笑 （）（页面存档备份，存于）                                |
| 14       | 7月21日        | 若田部遙 （HKT48）        | 喜歡！喜歡！小跳步！沙畫 （）（页面存档备份，存于）                |
| 14       | 7月21日        | 藤江麗奈 （）             | 街頭漫遊照相館 （）（页面存档备份，存于）                          |
| 14       | 7月21日        | 峯岸南                    | 峯岸十番勝負 急流泛舟 （）（页面存档备份，存于）                   |
| 15       | 7月28日        | 篠田麻里子                | 篠田麻里子 畢業公演 （）                                           |
| 15       | 7月28日        | 指原莉乃 （HKT48）        | HKT凱旋LIVE 潛入休息室 （）                                        |
| 15       | 7月28日        | 松井玲奈 （SKE48）        | 裂口男與松井玲奈 （）                                              |
| 15       | 7月28日        | 柏木由紀                  | 柏木平躺推舉 （）                                                  |
| 16       | 8月4日         | 梅田彩佳                  | 一個人MAX （）（页面存档备份，存于）                               |
| 16       | 8月4日         | 西野未姬                  | 麻友全抄襲 （）（页面存档备份，存于）                              |
| 16       | 8月4日         | 48集團研究生              | 研究生新團體初次公開日的後台 （）（页面存档备份，存于）            |
| 16       | 8月4日         | 高城亞樹 （JKT48）        | Cooking with DOG雅加達版②（页面存档备份，存于）                    |
| 17       | 8月11日        | 入山杏奈                  | 來合作做個節奏影片吧 （）（页面存档备份，存于）                    |
| 17       | 8月11日        | 柏木由紀                  | 柏木下肢屈曲 （）（页面存档备份，存于）                            |
| 17       | 8月11日        | 宮澤佐江 （SNH48）        | 骨頭Rotation （）（页面存档备份，存于）                            |
| 17       | 8月11日        | 村重杏奈 （HKT48）        | 俄文搞笑第2彈 （）（页面存档备份，存于）                           |
| 18       | 8月18日        | 松村香織 （SKE48）        | 指原製作、松村香織個人出道的幕後 （）（页面存档备份，存于）        |
| 18       | 8月18日        | 渡邊麻友                  | 麻友的投影映射 （）（页面存档备份，存于）                          |
| 18       | 8月18日        | 武藤十夢                  | 十夢咖哩完成 （）（页面存档备份，存于）                            |
| 18       | 8月18日        | AKB48 Team A              | 《戀愛的幸運餅乾》in 御台場合眾國 （）（页面存档备份，存于）       |
| 19       | 8月25日        | 秋元才加                  | 畢業公演結束後，大島對秋元…… （）（页面存档备份，存于）            |
| 19       | 8月25日        | 板野友美                  | 友美畢業公演的幕後 （）（页面存档备份，存于）                      |
| 19       | 8月25日        | 柏木由紀                  | 柏木直立擴胸運動 （）<（页面存档备份，存于）                       |
| 19       | 8月25日        | 入山杏奈                  | 那麼辣的……其之3 （）（页面存档备份，存于）                         |
| 19       | 8月25日        | AKB48 Team B              | 《戀愛的幸運餅乾》in 御台場合眾國（页面存档备份，存于）            |
| 20       | 9月1日         | 渡邊美優紀 （NMB48）      | 美優紀的在澡堂Chabu-Chabu （）（页面存档备份，存于）               |
| 20       | 9月1日         | 松井珠理奈 （SKE48）      | 珠理奈的收音機體操 （）（页面存档备份，存于）                      |
| 20       | 9月1日         | 島崎遙香                  | 動畫化妝 其之三 （）（页面存档备份，存于）                         |
| 20       | 9月1日         | 松井咲子                  | 倒帶播放《給愛麗絲》 （）<（页面存档备份，存于）                   |
| 20       | 9月1日         | AKB48 Team K              | 《戀愛的幸運餅乾》in 御台場合眾國（页面存档备份，存于）            |
| 21       | 9月8日         | 山本彩 （NMB48）          | 吉他合作《仲夏的Sounds Good!》 （）（页面存档备份，存于）          |
| 21       | 9月8日         | 松井珠理奈 （SKE48）      | 珠理奈的棒球瞥一眼 （）（页面存档备份，存于）                      |
| 21       | 9月8日         | 田島芽瑠 （HKT48）        | 芽瑠火力全開《哈密瓜汁》 （）（页面存档备份，存于）                |
| 21       | 9月8日         | 《AKB映像中心》工作人員   | 《戀愛的幸運餅乾》AKB映像中心工作人員版 （）（页面存档备份，存于） |
| 21       | 9月8日         | AKB48御台場臨海學校舞蹈社 | 《戀愛的幸運餅乾》in 御台場合眾國 （）（页面存档备份，存于）       |
| 22       | 9月15日        | 木本花音 （SKE48）        | 生日時在後台休息室裡…… （）（页面存档备份，存于）                  |
| 22       | 9月15日        | 朝長美櫻 （HKT48）        | 縮時攝影《哈密瓜汁》 （）（页面存档备份，存于）                    |
| 22       | 9月15日        | 梅田彩佳                  | 一個人MC哈默 （）（页面存档备份，存于）                            |
| 22       | 9月15日        | 柏木由紀                  | 柏木跑步機 （）（页面存档备份，存于）                              |
| 22       | 9月15日        | AKB48選拔成員             | AKB48選拔成員 （）（页面存档备份，存于）                           |
| 23       | 9月22日        | 冈田奈奈                  | 扮鬼初體驗 （）（页面存档备份，存于）                              |
| 23       | 9月22日        | 片山陽加                  | 秋秋主演動畫 （）（页面存档备份，存于）                            |
| 23       | 9月22日        | 田中菜津美 （HKT48）      | 廢柴讚歌 （ヘタレの讃歌）（页面存档备份，存于）                                |
| 23       | 9月22日        | 相笠萌                    | 來跳跳看麥可·傑克森的《Beat it》 （マイケル・ジャクソンBeat itを踊ってみた）（页面存档备份，存于）        |
| 24       | 9月29日        | 板野友美                  | 驚喜到宅訪問 （サプライズお宅訪問）（页面存档备份，存于）                            |
| 24       | 9月29日        | 指子與Lily （さしこ＆リリー）           | 《戀愛的幸運餅乾》（页面存档备份，存于）                           |
| 24       | 9月29日        | 兒玉遙 （HKT48）          | 綁鞋帶測試 （蝶々結びトライアル）（页面存档备份，存于）                              |
| 24       | 9月29日        | 山內鈴蘭                  | 鈴蘭的打工體驗 其之2 （鈴蘭のバイト体験その２）（页面存档备份，存于）                    |

## 外部連結
- 節目官方介紹頁（页面存档备份，存于）（富士電視台）（日語）
- 節目新聞稿（富士電視台）（日語）
- 《AKB映像中心》影片累計播放次數排行（页面存档备份，存于）（AKB48官方YouTube頻道）（日語）